# Melissia
Melissia este un oraș în Grecia.